# Boroecia borealis
Boroecia borealis är en kräftdjursart som först beskrevs av Georg Ossian Sars 1866.  I den svenska databasen Dyntaxa används istället namnet Conchoecia borealis. Enligt Catalogue of Life ingår Boroecia borealis i släktet Boroecia och familjen Halocyprididae, men enligt Dyntaxa är tillhörigheten istället släktet Conchoecia och familjen Halocyprididae. Arten är reproducerande i Sverige. Inga underarter finns listade.